# 張學友歌曲列表
張學友歌曲列表羅列出著名歌手張學友歷年未收錄於專輯的單曲，亦列出歷年主唱過的影視歌曲等。

## 單曲
歷年未收錄到主要唱片中的單曲，其中未有包括收錄至EP，精選集的歌曲。
| 單曲                              | 填詞             | 作曲                             | 備註                                                                           |
| --------------------------------- | ---------------- | -------------------------------- | ------------------------------------------------------------------------------ |
| 鋼骨遮                            | 林振強           | 林敏怡                           | 90年代初TVB台歌                                                                |
| 人人望放假                        | 黃百鳴           | Johann Strauss                   | 電影《八星報喜》主題曲 收錄于《超白金影視新曲與精選》                          |
| 誰之過                            | 陳少琪           | 徐日勤                           | TVB電視劇《獵鯊行動》主題曲 收錄于《超白金影視新曲與精選》                     |
| 這區這裡                          | 苇兰             | 盧東尼                           | 區議會歌曲 收錄于《超白金影視新曲與精選》                                      |
| 烈火狂奔                          | 簡寧             | 劉诺生                           | TVB電視劇《O記實錄》主題曲 收錄于《寶麗金超級超值系列 Vol.3》                  |
| 過客                              | 林明陽           | 桑田佳佑                         | 粵語版為《望月》，電視劇《上海人在東京》主題曲                                 |
| 心經（獨唱版）                    | 唐三藏法師玄奘译 | 林敏聰                           | 收錄于佛教公益《心經》專輯                                                     |
| 心經（合唱版）                    | 唐三藏法師玄奘译 | 林敏聰                           | 收錄于佛教公益《心經》專輯                                                     |
| 淨化空間                          | 鄭國江           | 邓忠亮/惟全/Roel A.Garcia        | 佛教歌曲                                                                       |
| 天,地,人                          | 鄭國江           | 邓忠亮/惟全/Roel A.Garcia        | 佛教歌曲                                                                       |
| 应无所住                          | 上正戒子         | 杨果学                           | 佛教歌曲，收录于《应无所住》                                                   |
| 佛诞吉祥（独唱版）                | 林夕             | 顾嘉辉                           | 收录于《佛诞吉祥》                                                             |
| 佛诞吉祥（合唱版）                | 林夕             | 顾嘉辉                           | 收录于《佛诞吉祥》                                                             |
| 有病呻吟（剧场版I）               | 林夕             | 林建华                           | 收录于《乞嗤爸爸 广播剧原声》                                                  |
| 有病呻吟（剧场版II）              | 林夕             | 林建华                           | 收录于《乞嗤爸爸 广播剧原声》                                                  |
| 这么近那么远（咫尺天涯剧场版）    | 黄伟文           | 张学友                           | 收录于《独臂少年广播剧原声大碟》                                               |
| 我爱玫瑰园（剧场版）              | 简宁             | 区丁玉                           |                                                                                |
| 恕难从命（剧场版）                | 卢国沾           | 蔡国权                           | 收录于《加德士原创新天地剧场版》                                               |
| 忘记他（剧场版）                  | 刘卓辉           | 刘诺生                           | 收录于《加德士原创新天地剧场版》                                               |
| 只有你不知道（剧场版）            | 向雪怀           | 李偲菘                           | 收录于《加德士原创新天地剧场版》                                               |
| 天变地变情不变（剧场版）          | 唐书琛           | 卢冠廷                           | 收录于《加德士原创新天地剧场版》                                               |
| 相思风雨中（剧场版）              | 简宁             | 徐日勤                           | 收录于《加德士原创新天地剧场版》                                               |
| 长流不息（剧场版）                | 简宁             | 顾嘉辉                           | 收录于《加德士原创新天地剧场版》                                               |
| 情不禁（Remix）                   | 劉卓輝           | K.Tamaki                         | 收录于《宝丽金不一样的感觉Remix精选》                                          |
| 三天兩夜（Big Hard Banana Remix） | 許常德           | 葉良俊                           | 收录于《舞池中98》                                                             |
| 愛是永恆（United Dance Remix）    | 林振強           | Dick Lee                         | 收录于《舞池中98》                                                             |
| 左右為難（Remix）                 | 娃娃             | Andy Goldmark / Brock Walsh      | 收录于《非一般精選2》                                                          |
| 餓狼傳說（Remix）                 | 潘偉源           | 劉諾生                           | 收录于《寶麗金極品Remex》                                                      |
| 愛火花（Remix）                   | 劉卓輝           | Donald Ashley                    | 收录于《心愛Remix》                                                            |
| 我等到花兒也謝了（Deep Club Mix） | 陳少琪           | 李偉菘 / 李偲菘                  | 收录于《舞池中98》                                                             |
| 第一眼的愛情                      | 林雨             | 瀧澤玖健                         | 收录于鄭中基《戒情人》專輯，鄭中基feat.張學友、許志安                          |
| 这一个夜                          | 林振強           | 林子祥                           | 香港群星合集《Until We Meet Again》                                            |
| 誰是大英雄                        | 黃霑             | 黃霑                             | 電影《東成西就》主題曲                                                         |
| 我Love你                          | 黃霑             | 黃霑                             | 電影《東成西就》插曲                                                           |
| 追日                              |                  |                                  | 電影《追日》主題曲                                                             |
| 青春心                            |                  |                                  | 電影《方世玉》主題曲                                                           |
| 新仙鹤神针                        |                  |                                  | 與梅豔芳合唱，同名電影主題曲                                                   |
| 爱情组曲                          | 盧國沾           | 鐘鎮濤                           | 與鐘鎮濤，蔡國權合唱                                                           |
| 一對寂寞的心                      | 潘源良           | Joeeph Lai                       | 與陳慧嫻合唱，收錄於陳慧嫻《嫻情》專輯                                         |
| 只有情永在                        | 鄧偉雄           | 顧嘉煇                           | 與鄺美雲合唱，TVB電視劇《賊公阿牛》主題曲 收錄於鄺美雲專輯《Cally》            |
| 夜半轻私语                        | 許冠傑，黎彼得   | 許冠傑                           | 收錄于《许冠杰光荣引退汇群星》及陳慧嫻《歸來吧》專輯                           |
| 減災扶貧創明天                    | 周禮茂           | 倫永亮                           | 同名活動主題曲                                                                 |
| 永不放棄                          | 周禮茂           | 倫永亮                           | 與黎明合唱                                                                     |
| 问                                | 歐志華           | 歐志華                           | 與關淑怡合唱 收錄于關淑怡專輯《EX All Time Favourites》 原唱者為區桂芬和葉源春 |
| 投票就是力量                      | 潘偉源           | 陳永明                           |                                                                                |
| 你的名字我的姓氏                  | 林夕             | 李偲菘                           | 收錄于現場專輯《愛與交響曲》                                                   |
| 旗開得勝                          | 李焯雄           | K'naan                           | 與K'naan，張靚穎合唱                                                           |
| 你可以為這世界付出更多            | 古羽             | 古羽                             | 鳳凰衛視《海諾心出發》主題曲                                                   |
| Together now                      |                  |                                  | 第十五屆亞洲運動會主題曲                                                       |
| 讓奇妙飛翔                        | 陳少琪           | Matthew Gerrard&Bridget Benenate | 香港迪斯尼樂園主題曲                                                           |
| 人人                              | 林夕             | 陳輝陽                           | 商業電台2005年社會民意歌                                                       |
| 家鄉的龍眼樹                      | 陳秋霞，向雪懷   | 陳秋霞                           | 與成龍，譚詠麟合唱                                                             |
| 感激                              | 劉卓輝           | 鐘鎮濤，陈浩然                   | 與鄭中基，譚詠麟合唱 收錄於譚詠麟《無限感激》專輯                              |
| 天下太平                          | 林夕             | 伍樂城                           | 與陳奕迅合唱                                                                   |
| 道道道                            | 黃霑             | 黃霑                             | 粵語版《道道道》收錄于《一顆不變心》專輯                                       |
| 男人本該妒忌                      | 娃娃             | 高世章                           | 音樂電影《如果·愛》插曲，收錄于百代發行唱片《如果·愛原聲大碟》                 |
| 你是愛我的                        | 娃娃             | 高世章                           | 音樂電影《如果·愛》插曲，收錄于百代發行唱片《如果·愛原聲大碟》                 |
| 如果·愛                           | 姚謙             | 金培達                           | 音樂電影《如果·愛》主題曲，收錄于百代發行唱片《如果·愛原聲大碟》               |
| 命運曲（與池珍熙合唱）            | 岑偉忠           | 金培達                           | 音樂電影《如果·愛》插曲，收錄于百代發行唱片《如果·愛原聲大碟》                 |
| 夜空ノムコウ                      | スガシカオ       | 川村結花                         |                                                                                |
| 三分拍                            | 彭海桐           | 李淩                             | 首次演唱於1/2世紀世界巡迴演唱會上海站                                          |
| 同舟之情                          | 陳詠謙、黃霑     | Eric Kwok、顧嘉輝                | 與陳奕迅合唱                                                                   |
| 火光                              | 喬星             | 劉諾生                           | 電視劇《廉政行動2011》主題曲                                                   |
| 觀                                | 陳詠鎬           | 譚詠麟                           | 與譚詠麟合唱，收錄於譚詠麟專輯欣賞                                             |
| 堅持的意義                        | 林若寧           | Eric Kwok                        | 有線2020奥運主題曲                                                             |
| 日出時讓街燈安睡                  | 林若寧           | Eric Kwok                        | 與李幸倪合唱，收錄於李幸倪專輯Time & Faith                                     |
| 日出時讓街燈安睡                  | 林若寧           | Eric Kwok                        | 獨唱版                                                                         |
| 又十年                            | 管啟源           | 呂孫傑、伍冠諺                   | 2023全新國語單曲                                                               |

## 活動主題曲
公益活動主題曲
- 津城之約（中華人民共和國第十三屆運動會主題曲，與徐欣然，李雨嘉合唱）
- 同舟之情（家是香港主題曲 與陳奕迅合唱）
- 無限之城（2010年世界博覽會香港主題曲 與孫耀威，謝安琪，張敬軒合唱）
- 旗開得勝（2010年南非世界盃中文主題曲 與克南，張靚穎合唱）
- 你可以為這世界付出更多（鳳凰衛視《海諾心出發》主題曲，2008年汶川地震抗災主題曲）
- Together now （多哈 第十五屆亞洲運動會主題曲）
- 一點燭光（政府社會福利署40周年主題曲）
- 勇敢的故事（香港警隊公共關係科警訊主題曲）
- 讓奇妙飛翔（2005年香港迪士尼樂園開幕官方主題曲）
- 恕難從命（皇家香港警察總隊1988年主題曲）
- 淨化空間（中國佛教協會主題曲）
- 人人（商業電台2005年共同勉勵三部曲之一，其餘兩首是林海峰、鄭中基「天天」和劉德華「天比高」）
- 家鄉的龍眼樹（中國衛生部2005年救治白內障患者行動主題曲）
- 能捨便得到（社聯金禧紀念主題曲）
- 祝願（香港警察總隊滅罪計劃主題曲）
- 晴天，雨天，孩子天（香港兒童福利基金會主題曲）
- 將心比心（中華紅十字會主題曲）
- 護苗（香港護苗基金會主題曲）
- 心經(香港佛教聯合會)
- 苗（香港小童群益會金禧歌曲）
- 信念（豐盛人生傳萬家 1989年活動主題曲）
- 煙絲萬縷(香港電台2001煙害防治宣導片《無煙草-煙絲萬縷》 與李玟合唱主題曲)
- 等風雨經過(2019新冠肺炎公益歌曲)
- 堅持的意義(2021香港有線電視台2020東京奥運會主題曲)

## 電視劇歌曲
| 年份 | 無線電視                     | 新加坡電視劇 | 台灣電視劇     | 中國電視劇       | 台視         | 主題曲                 | 插曲                   |
| ---- | ---------------------------- | ------------ | -------------- | ---------------- | ------------ | ---------------------- | ---------------------- |
| 1985 | 《楚河漢界》                 |              |                |                  |              |                        | 〈霸王別姬〉、〈楚歌〉 |
| 1986 | 《賊公阿牛》                 |              |                |                  |              | 〈祗有情永在〉         |                        |
| 1986 | 《孖寶太子》                 |              |                |                  |              | 〈清風〉               |                        |
| 1987 | 《獵鯊行動》                 |              |                |                  |              | 〈誰之過〉             |                        |
| 1988 | 《豪情》                     |              |                |                  |              | 〈戰場〉               |                        |
| 1989 | 《他來自江湖》               |              |                |                  |              |                        | 〈親親〉               |
| 1990 | 《蜀山奇俠》                 |              |                |                  |              | 〈年少無情〉           | 〈不願再纏綿〉         |
| 1991 | 《未婚爸爸》                 |              |                |                  |              | 〈迷失的方向〉         |                        |
| 1991 | 《我愛玫瑰園》               |              |                |                  |              | 〈我愛玫瑰園〉         | 〈獨尋醉〉             |
| 1992 | 《出位江湖》                 |              |                |                  |              | 〈紅葉舞秋山〉         | 〈相思風雨中〉         |
| 1992 | 《長流不息》                 |              |                |                  |              | 〈長流不息〉           |                        |
| 1993 | 《如來神掌之再戰江湖》       |              |                |                  |              | 〈如來神掌〉           | 〈留住秋色〉           |
| 1993 | 《居者冇其屋》               |              |                |                  |              | 〈情濃半生〉           | 〈人生需要什麼〉       |
| 1994 | 《南帝北丐》                 |              |                |                  |              | 〈一生不醉醒〉         |                        |
| 1995 | 《生死訟》                   |              |                |                  |              | 〈這一次意外〉         | 〈祇有你不知道〉       |
| 1995 | 《o記實錄》                  |              |                |                  |              | 〈烈火狂奔〉           |                        |
| 1996 |                              | 《生命火花》 |                |                  |              | 〈真愛〉               |                        |
| 1996 | 《o記實錄II》                |              |                |                  |              | 〈真相〉               |                        |
| 1996 |                              | 《潮州家族》 |                |                  |              | 〈潮水的諾言〉         |                        |
| 1996 |                              |              | 《真命小和尚》 |                  |              | 〈微塵〉               |                        |
| 1996 |                              |              |                | 《上海人在東京》 |              | 〈過客〉               |                        |
| 1998 | 《茶是故鄉濃》               |              |                |                  |              | 〈接近〉               |                        |
| 1999 | 《雪山飛狐》                 |              |                |                  |              | 〈愛你痛到不知痛〉     | 〈你是我的春夏秋冬〉   |
| 2001 | 《酒是故鄉醇》               |              |                |                  |              | 〈醇酒醉影〉           | 〈似醉還未醉〉         |
| 2001 |                              |              |                |                  | 《烈愛傷痕》 | 〈結束不是我要的結果〉 | 〈想的都是她〉         |
| 2007 |                              |              |                | 《貞觀之治》     |              | 〈理想國〉             | 〈天機〉               |
| 2011 | 《廉政行動2011》（香港電台） |              |                |                  |              | 〈火光〉               |                        |

## 電影歌曲
- 《錯點鴛鴦》 主題曲〈絲絲記憶〉1985年
- 《愛神一號》 插曲〈造夢者〉1985年
- 《霹靂大喇叭》 主題曲〈恕難從命〉1986年
- 《癡心的我》 主題曲〈Amour〉 插曲〈月半彎〉1986年
- 《執法先鋒》 主題曲〈狂傲〉1986年
- 《天賜良緣》 主題曲〈孤單的占領〉1987年
- 《意亂情迷》 主題曲〈迷情〉1987年
- 《八星報喜》 主題曲〈人人望放假〉插曲〈溫馨〉1988年
- 《金裝大酒店》 插曲〈盡在無言〉1988年
- 《南北媽打》 主題曲〈夢裡的聲音〉1988年
- 《三對鴛鴦一張床》 主題曲〈天變地變情不變〉1988年
- 《福星臨門》 主題曲〈仍是會喜歡你〉1989年
- 《單身貴族》 主題曲〈給我親愛的〉1989年
- 《子彈出租》 主題曲〈復活〉1990年
- 《倩女幽魂II》主題曲〈人間道〉1990年
- 《倩女幽魂III》主題曲〈道道道〉1991年
- 《馬路英雄》 主題曲〈馬路英雄〉 插曲〈冰冷的手〉1991年
- 《阿飛與阿基》 主題曲〈暗戀你〉〈戀愛的人都一樣〉1991年
- 《真的愛你》 主題曲〈分手總要在雨天〉 插曲〈明日世界終結時〉 片尾曲〈幸福宣言〉 1992年
- 《飛越謎情》主題曲〈每天愛你多一些〉1993年
- 《東成西就》 主題曲〈誰是大英雄〉 插曲〈我love你〉1993年
- 《超級學校霸王》 主題曲〈總有一天等到你〉1993年
- 《非常偵探》 主題曲《追鐘》插曲〈當愛變成習慣〉插曲〈來來回回〉片尾曲《非常夏日》1994年
- 《恐龍》 主題曲 粵語版《愛下去》及國語版《當我想起你》 2000年
- 《特務迷城》 主題曲 粵語版《捉迷藏》及國語版 《一路上》 2000年
- 《男人四十》 主題曲〈始終〉 插曲〈相愛很難〉(合唱：梅艷芳)　2002年
- 《無煙草-煙絲萬縷》 主題曲〈煙絲萬縷／從頭到尾〉(合唱：李玟)　2002年
- 《如果·愛》主題曲〈如果·愛〉及多首插曲 2006年
- 《色，戒》 主題曲〈淹沒〉2007年
- 《閃電狗》 主題曲〈失去便掛念〉（合唱：鄭欣宜）2009年
- 《全城熱戀》 主題曲〈熱辣辣〉2010年
- 《月滿軒尼詩》主題曲〈不只有緣〉2010年
- 《不再讓你孤單》插曲〈無聲的吉他〉2011年
- 《大上海》主題曲〈定風波〉2012年
- 《神筆馬良》主題曲〈童真年代〉2014年
- 《赤道》主題曲〈赤色壯舉〉（粵語版及國語版）2015年
- 《賭城風雲III》插曲〈停格〉（原唱蔡健雅）2016年
- 《海關戰線》主題曲〈很遠的地方〉（粵語版及國語版）2024年

## 雙語歌曲
雙語歌曲是指同一旋律的歌曲，既有粵語版本，也有國語版本，是張學友打入台湾和中国內地等市場的歌曲，以下是出道以來的雙語歌曲名單：
| 首數 | 粵語               | 國語                 | 原版                                                             | 備註                             |
| ---- | ------------------ | -------------------- | ---------------------------------------------------------------- | -------------------------------- |
| 1    | 輕撫妳的臉         | 穿過妳的黑髮的我的手 | 羅大佑 〈穿過妳的黑髮的我的手〉                                  |                                  |
| 2    | 絲絲記憶           | 每次都想呼喊你的名字 | 李恕權 《每次都想呼喊你的名字》                                  |                                  |
| 3    | 情已逝             | 情已逝               | 來生孝夫 〈Goodbye Day〉                                         |                                  |
| 4    | 造夢者             | 夢                   |                                                                  |                                  |
| 5    | Smile Again 瑪莉亞 | 永遠的笑靨           | Neoton Familia 《Smile Again》                                   |                                  |
| 6    | Amour              | 愛慕                 | 卡米洛·塞斯托 《Amor no me Ignores》                             |                                  |
| 7    | 月半彎             | 月半彎               | 安全地帶 《夢のつづき》                                          |                                  |
| 8    | 恕難從命           | 自己的路             |                                                                  |                                  |
| 9    | 遙遠的她           | 遙遠的她             | 谷村新司 《浪漫鉄道－蹉跌篇》                                    |                                  |
| 10   | 單車少女           | 妳來我往             | Nino de Angelo 《Gar Nicht Mehr》                                |                                  |
| 11   | 真面目、假面具     | 夢裡面妳是誰         |                                                                  |                                  |
| 12   | 征途               | 征途                 |                                                                  |                                  |
| 13   | 別戀               | 別戀                 | SALLY 《mコードにHeartbreak》                                    |                                  |
| 14   | 小男人             | 二人世界             |                                                                  |                                  |
| 15   | 狂傲               | 狂傲                 |                                                                  |                                  |
| 16   | 藍雨               | 藍雨                 | 德永英明 《Rainy Blue》                                          |                                  |
| 17   | 飛機師的風衣       | 繫情                 |                                                                  |                                  |
| 18   | 溫馨               | 在我心深處           |                                                                  |                                  |
| 19   | 夜深               | 夜深                 | El DeBarge 《Private Line》                                      |                                  |
| 20   | 沉默的眼睛         | 沉默的眼睛           | 安全地帶《Friend》                                               |                                  |
| 21   | 不變的俏面         | 是悲是喜             |                                                                  |                                  |
| 22   | 迷情               | 思念                 |                                                                  |                                  |
| 23   | 太陽星辰           | 太陽星辰             | 德永英明《Birds》                                                |                                  |
| 24   | 昨夜夢魂中         | 昨夜夢魂中           | The Moody Blues 《Nights in White Satin》                        |                                  |
| 25   | 天變地變情不變     | 明日約定             |                                                                  | 電影《三對鴛鴦一張床》主題曲     |
| 26   | 不再是我           | 竟然是你             |                                                                  |                                  |
| 27   | Linda              | Linda                | BLUEW 《リンダ》                                                 |                                  |
| 28   | 忘情冷雨夜         | 故事                 |                                                                  |                                  |
| 29   | 冰冷的手           | 冰冷的手             |                                                                  |                                  |
| 30   | 李香蘭             | 秋意濃               | 玉置浩二《行かないで》                                           |                                  |
| 31   | 人間道             | 人間道               |                                                                  | 電影《倩女幽魂II：人間道》主題曲 |
| 32   | 每天愛你多一些     | 每天愛你多一些       | 南方之星《真夏的果實》                                           |                                  |
| 33   | 壯志驕陽           | 擁抱陽光             | Kan《有愛必勝》                                                  |                                  |
| 34   | 分手總要在雨天     | 一路上有你           | 前田亘輝 《泣けない君へのラブソング》                            | 電影《真的愛你》主題曲           |
| 35   | 暗戀你             | 戀愛的人都一樣       | 濱田省吾 《センチメンタル・クリスマス（Sentimental Christmas）》 | 電影《亞飛與亞基》主題曲         |
| 36   | 真情流露           | 情到深處             | 南方之星 《旅姿六人衆》                                          |                                  |
| 37   | 還是覺得你最好     | 你給我的愛最多       | 米米CLUB 《愛してる》                                            |                                  |
| 38   | 等你回來           | 情網                 |                                                                  |                                  |
| 39   | 留住這時光         | 將心照亮             |                                                                  |                                  |
| 40   | 夕陽醉了           | 誰想輕輕偷走我的吻   |                                                                  |                                  |
| 41   | 天變地變情不變     | 明日約定             |                                                                  |                                  |
| 42   | 餓狼傳說           | 你冷得像風           |                                                                  |                                  |
| 43   | 來來回回           | 我希望你相信         | JAYWALK 《どんなに時が流れたあとも》                             |                                  |
| 44   | 只有你不知道       | 你知不知道           |                                                                  | 無綫電視劇《生死訟》插曲         |
| 45   | 非常夏日           | 愛，一次給不完       |                                                                  | （王靖雯合唱）                   |
| 46   | 當愛變成習慣       | 最怕                 |                                                                  | 電影《非常偵探》插曲             |
| 47   | 追鐘               | 多愛一分鐘           |                                                                  | 電影《非常偵探》主題曲           |
| 48   | 我等到花兒也謝了   | 我等到花兒也謝了     |                                                                  |                                  |
| 49   | 這個冬天不太冷     | 這個冬天不太冷       |                                                                  |                                  |
| 50   | 望月               | 過客                 | 桑田佳佑 《月》                                                  |                                  |
| 51   | 我哭了             | 一滴淚               |                                                                  |                                  |
| 52   | 無心戀             | 枕邊月亮             |                                                                  |                                  |
| 53   | 多麼的需要你       | 如果你懂             |                                                                  |                                  |
| 54   | 不老的傳說         | 不老的傳說           |                                                                  | 《雪狼湖》音樂劇，張學友主唱部份 |
| 55   | 愛是永恆           | 愛是永恆             |                                                                  | 《雪狼湖》音樂劇，張學友主唱部份 |
| 56   | 命運舞會           | 大舞會               |                                                                  | 《雪狼湖》音樂劇，張學友主唱部份 |
| 57   | 一些感覺           | 感覺來了             |                                                                  | 《雪狼湖》音樂劇，張學友主唱部份 |
| 58   | 暗裏的感覺         | 暗中的感覺           |                                                                  | 《雪狼湖》音樂劇，張學友主唱部份 |
| 59   | 甚麼是戀愛         | 是否在戀愛           |                                                                  | 《雪狼湖》音樂劇，張學友主唱部份 |
| 60   | 花與琴的流星       | 流星下的願           |                                                                  | 《雪狼湖》音樂劇，張學友主唱部份 |
| 61   | 金金相印           | 愛錢萬歲             |                                                                  | 《雪狼湖》音樂劇，張學友主唱部份 |
| 62   | 共度良宵           | 情人佳節             |                                                                  | 《雪狼湖》音樂劇，張學友主唱部份 |
| 63   | 狂 曲              | 抓 狂                |                                                                  | 《雪狼湖》音樂劇，張學友主唱部份 |
| 64   | 愛狼說             | 雪愛狼               |                                                                  | 《雪狼湖》音樂劇，張學友主唱部份 |
| 65   | 花花嘉年華         | 歡笑嘉年華           |                                                                  | 《雪狼湖》音樂劇，張學友主唱部份 |
| 66   | 葬月               | 問月                 |                                                                  | 《雪狼湖》音樂劇，張學友主唱部份 |
| 67   | 怎麼捨得你         | 不想失去你           |                                                                  | 《雪狼湖》音樂劇，張學友主唱部份 |
| 68   | 怒                 | 怒吼                 |                                                                  | 《雪狼湖》音樂劇，張學友主唱部份 |
| 69   | 種子               | 希望                 |                                                                  | 《雪狼湖》音樂劇，張學友主唱部份 |
| 70   | 冷靜               | 決定                 |                                                                  | 《雪狼湖》音樂劇，張學友主唱部份 |
| 71   | 原來只要共你活一天 | 原來只要共你活一天   |                                                                  | 《雪狼湖》音樂劇，張學友主唱部份 |
| 72   | 內疚               | 懺悔                 |                                                                  | 《雪狼湖》音樂劇，張學友主唱部份 |
| 73   | 困                 | 痛恨                 |                                                                  | 《雪狼湖》音樂劇，張學友主唱部份 |
| 74   | 抱雪               | 抱雪                 |                                                                  | 《雪狼湖》音樂劇，張學友主唱部份 |
| 75   | 愛下去             | 當我想起你           |                                                                  |                                  |
| 76   | 捉迷藏             | 一路上               |                                                                  | 電影《特務迷城》主題曲           |
| 77   | 赤道               | 赤道                 |                                                                  |                                  |
| 78   | 很遠的地方         | 很遠的地方           |                                                                  | 電影《海關戰線》主題曲           |